# Life (album de Simply Red)
Pour les articles homonymes, voir Life (homonymie).
Albums de Simply Red
Stars Blue
Singles
1. Fairground
2. Remembering the First Time
3. Never Never Love
4. We're in This Together

Life est le cinquième album de Simply Red sorti le 24 octobre 1995.

## Liste des titres
- 1 : You Make Me Believe — 3:51
- 2 : So Many People — 5:19
- 3 : Lives And Loves — 3:21
- 4 : Fairground — 5:33
- 5 : Never Never Love — 4:19
- 6 : So Beautiful — 4:58
- 7 : Hillside Avenue — 4:45
- 8 : Remembering The First Time — 4:43
- 9 : Out On The Range — 6:00
- 10 : We're In This Together — 4:14

## Singles
- Fairground (Remix) — Fairground
- Remembering The First Time — Remembering The First Time (Remix)
- Never Never Love (Remix) — Never Never Love
- We're In This Together — Something Got Me Started (Live) & Money's Too Tight (Live)